# Raphaël Berger
Pour les articles homonymes, voir Berger (homonymie).
Raphaël Berger, né le 7 février 1979 à Niederbuchsiten est un joueur suisse de hockey sur glace qui évoluait au poste de défenseur.

## Carrière sportive

### Carrière en club
Formé dans le mouvement junior du HC Ajoie, il découvre la ligue nationale avec le club ajoulot lors de la saison 1996-1997. L'année suivante, il rejoint le EV Zoug où il peut poursuivre son développement et avec qui il remporte le titre de champion de Suisse lors de la saison 1997-1998. Au tournant du millénaire, il pose son baluchon sur les bords de la Sarine en arrivant à Fribourg-Gottéron, club dans lequel il termine sa carrière à la fin de la saison 2006-2007, après dix de ligue nationale.

### Carrière internationale
Raphaël Berger a représenté la Suisse lors des championnats d'Europe junior 1996 et 1997. Il n'a par contre jamais disputé de matchs avec la Nati.

## Carrière administrative
Lors de son arrivée en terre fribourgeoise, Raphaël Berger, en plus d'évoluer sur la glace, participe aux travaux dans les bureaux du club. À la fin de sa carrière de joueur, il est nommé responsable administratif. Le 18 février 2011, le Jurassien devient directeur sportif ad intérim, après le licenciement de Serge Pelletier, puis directeur du club fribourgeois en juin de la même année. En mars 2012, il est nommé directeur général du club fribourgeois.

## Palmarès
- Champion de Suisse en 1998 avec le EV Zoug

## Statistiques
| Saison     | Équipe               | Ligue          |     | Saison régulière | Saison régulière | Saison régulière | Saison régulière | Saison régulière |   | Séries éliminatoires | Séries éliminatoires | Séries éliminatoires | Séries éliminatoires | Séries éliminatoires |
| Saison     | Équipe               | Ligue          | PJ  | B                | A                | Pts              | Pun              | PJ               | B | A                    | Pts                  | Pun                  |                      |                      |
| 1996-1997  | HC Ajoie             | LNB            | 42  | 1                | 6                | 7                | 14               | 9                | 0 | 0                    | 0                    | 2                    |                      |                      |
| 1997-1998  | EV Zoug              | LNA            | 30  | 0                | 0                | 0                | 0                | 18               | 0 | 0                    | 0                    | 0                    |                      |                      |
| 1997-1998  | EV Zoug U20          | Elite Jr. A    | 31  | 4                | 8                | 12               | 10               | -                | - | -                    | -                    | -                    |                      |                      |
| 1997-1998  | EV Zoug              | Coupe d'Europe | 5   | 0                | 0                | 0                | 0                | -                | - | -                    | -                    | -                    |                      |                      |
| 1998-1999  | EV Zoug              | LNA            | 42  | 0                | 0                | 0                | 10               | 8                | 0 | 0                    | 0                    | 0                    |                      |                      |
| 1998-1999  | HC Olten             | LNB            | 5   | 0                | 1                | 1                | 6                | 1                | 0 | 0                    | 0                    | 0                    |                      |                      |
| 1998-1999  | EV Zoug              | Coupe d'Europe | 5   | 0                | 0                | 0                | 2                | 2                | 1 | 0                    | 1                    | 2                    |                      |                      |
| 1999-2000  | EV Zoug              | LNA            | 22  | 0                | 1                | 1                | 2                | -                | - | -                    | -                    | -                    |                      |                      |
| 1999-2000  | HC Olten             | LNB            | 11  | 0                | 2                | 2                | 16               | 4                | 0 | 0                    | 0                    | 2                    |                      |                      |
| 2000-2001  | HC Fribourg-Gottéron | LNA            | 44  | 0                | 1                | 1                | 10               | 5                | 0 | 1                    | 1                    | 0                    |                      |                      |
| 2001-2002  | HC Fribourg-Gottéron | LNA            | 44  | 1                | 2                | 3                | 10               | 5                | 0 | 0                    | 0                    | 0                    |                      |                      |
| 2002-2003  | HC Fribourg-Gottéron | LNA            | 37  | 1                | 4                | 5                | 28               | -                | - | -                    | -                    | -                    |                      |                      |
| 2003-2004  | HC Fribourg-Gottéron | LNA            | 42  | 0                | 1                | 1                | 53               | -                | - | -                    | -                    | -                    |                      |                      |
| 2004-2005  | HC Fribourg-Gottéron | LNA            | 44  | 2                | 0                | 2                | 14               | 11               | 0 | 3                    | 3                    | 6                    |                      |                      |
| 2005-2006  | HC Fribourg-Gottéron | LNA            | 44  | 1                | 7                | 8                | 52               | 16               | 0 | 1                    | 1                    | 20                   |                      |                      |
| 2006-2007  | HC Fribourg-Gottéron | LNA            | 18  | 0                | 0                | 0                | 30               | -                | - | -                    | -                    | -                    |                      |                      |
| Totaux LNA | Totaux LNA           | Totaux LNA     | 357 | 5                | 16               | 21               | 209              | 68               | 0 | 5                    | 5                    | 26                   |                      |                      |
| Totaux LNB | Totaux LNB           | Totaux LNB     | 58  | 1                | 9                | 10               | 36               | 14               | 0 | 0                    | 0                    | 4                    |                      |                      |

| Année | Compétition |   | PJ | B | A | Pts | Pun                |  | Résultat |
| 1996  | CE -18 ans  | 5 | 0  | 0 | 0 | 2   | 4e place           |  |          |
| 1997  | CE -18 ans  | 6 | 0  | 0 | 0 | 0   | Médaille de bronze |  |          |